# IL31RA
인터루킨 31 수용체 A(Interleukin-31 receptor A)는 인간에서 IL31RA 유전자에 의해 암호화되는 단백질이다.
IL31RA는 인터루킨 6 유형 사이토카인에 대한 공통 수용체 서브 유닛 인 gp130과 관련이 있다. IL31RA 및 OSMR 전령 RNA의 발현은 활성화 된 단핵구에서 유도되며, 두 전령 RNA 모두 상피 세포에서 구성적으로 발현된다.